# Nusret Idrizović
Nusret Idrizović (Bijelo Polje, 24. travnja 1930. – Zagreb, 14. ožujka 2007.) bio je bošnjački i hrvatski književnik.

## Životopis
Studirao je na filozofskim fakultetima u Sarajevu i Zagrebu. Radio je kao novinar, dramaturg i urednik Radio Zagreba te u uredništvu sarajevskog književnog časopisa Život i Republike. U hrvatskoj se književnosti javio zbirkom pjesama Tišine se odreći ne mogu (1955.), ali postao je relevantan proznim djelima. Napisao je nekoliko romana, ali i radiodrama te je dramatizirao više od 100 romana za emisiju Radio roman. Pisao je i kritike.

## Djela
Njegova djela uključuju:
- Tišine se odreći ne mogu, 1955., zbirka pjesama
- Smrt nije kraj, 1960.
- Mrav i aždaja, 1961.
- Borkina ljubav, 1965.
- I dan ... i noć, 1966.
- Divin, 1967.
- Ikona bez boga, 1970.
- Trilogija:
  - Kolo bosanske škole smrti, 1984.
  - Kolo tajnih znakova, 1987.
  - Kolo svetog broja, 1990.
- Hude sudbe: silovanje Azre, 1996.
- Dvostruka avlija, 2000.

## Nagrade
Za roman Kolo tajnih znakova (1987.) dobio je Nagradu Vladimir Nazor 1987. godine.